# Темрезов, Курман Срапилевич
Курман Срапилевич Темрезов (карач.-балк. Темирезланы Срапилни джашы Къурман; род. 1 мая 1983 года) — Мастер спорта международного класса(вольная борьба), по национальности карачаевец.

## Биография
Родился 1 мая 1983 в Карачаевске в карачаевской семье.
У Курмана есть старший брат Науруз Темрезов — заслуженный мастер спорта, трёхкратный обладатель Кубка Мира, и младший Тохтар Темрезов — мастер спорта международного класса.

## Спортивные достижения
- Семикратный Победитель Первенства России среди юношей 1994—2000
- 2000 — Чемпион Международного турнира на призы академика Т. Х. Эркенова (Нарткала)
- 2000 — Чемпион России среди юношей (Москва)
- 2000 — Чемпион Европы среди юношей (Братислава, Словакия)
- 2001 — Серебряный призёр Всероссийского турнира «Олимпийские надежды» на призы фонда Ивана Ярыгина (Кисловодск)
- 2002 — Победитель Чемпионата Мира среди малых народов (Мальта)
- 2002 — Серебряный призёр Первенства России среди юниоров (Владикавказ)
- 2002 — Бронзовый призёр Международного турнира серии Гран-При А.Медведя (Минск)
- 2002 — Победитель Международного турнира на призы Сослана Андиева (Владикавказ)
- 2003 — Серебряный призёр Международного турнира на призы олимпийских чемпионов братьев Белоглазовых (Калининград)
- 2003 — Победитель открытого Чемпионата республики Беларусь (Минск)

## Награды

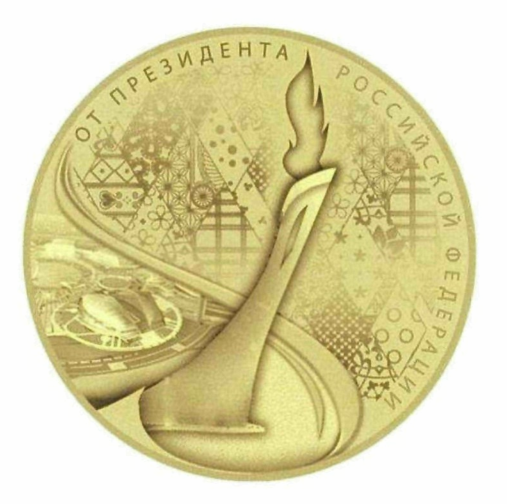
От Президента Российской Федерации В.В Путина

- Почётная грамота Правительства Карачаево-Черкесской Республики (2002)
- Почётная грамота Президента Карачаево-Черкесской Республики (2010)
- Награждён грамотой и медалью Президента Российской Федерации В.В Путина «За значительный вклад в подготовку и проведение XXII Олимпийских зимних игр и XI Паралимпийских зимних игр 2014 года в г. Сочи